# École d'Architecture de Casablanca
L'Ecole d'Architecture de Casablanca (EAC) est un établissement privé d'enseignement professionnel situé à Casablanca au Maroc.

## Historique
L'école est créée en 2004 dans le cadre d'un partenariat public-privé à l'initiative du gouvernement marocain.Les fondateurs et dirigeants de l'école sont alors Mr Benabeljalil and Mr Lahbabi. En octobre 2018, le réseau Honoris United Universities annonce que l'école les rejoint. Elle est la troisième institution marocaine du groupe, avec l'Université Mundiapolis et l'EMSI.

### Programme
L'école délivre des diplômes en architecture et architecture du paysage. Les diplômés peuvent ensuite s'inscrire à l’ordre national des architectes marocain. Les cours ont notamment lieu au campus de 10.000m² partagé avec l'EMSI et Mundiapolis à Casablanca, inauguré en 2019.
Des bourses d'études sont accessibles pour étudier dans des universités partenaires, à l'EAC Paris notamment.